# Ussel (Corrèze)

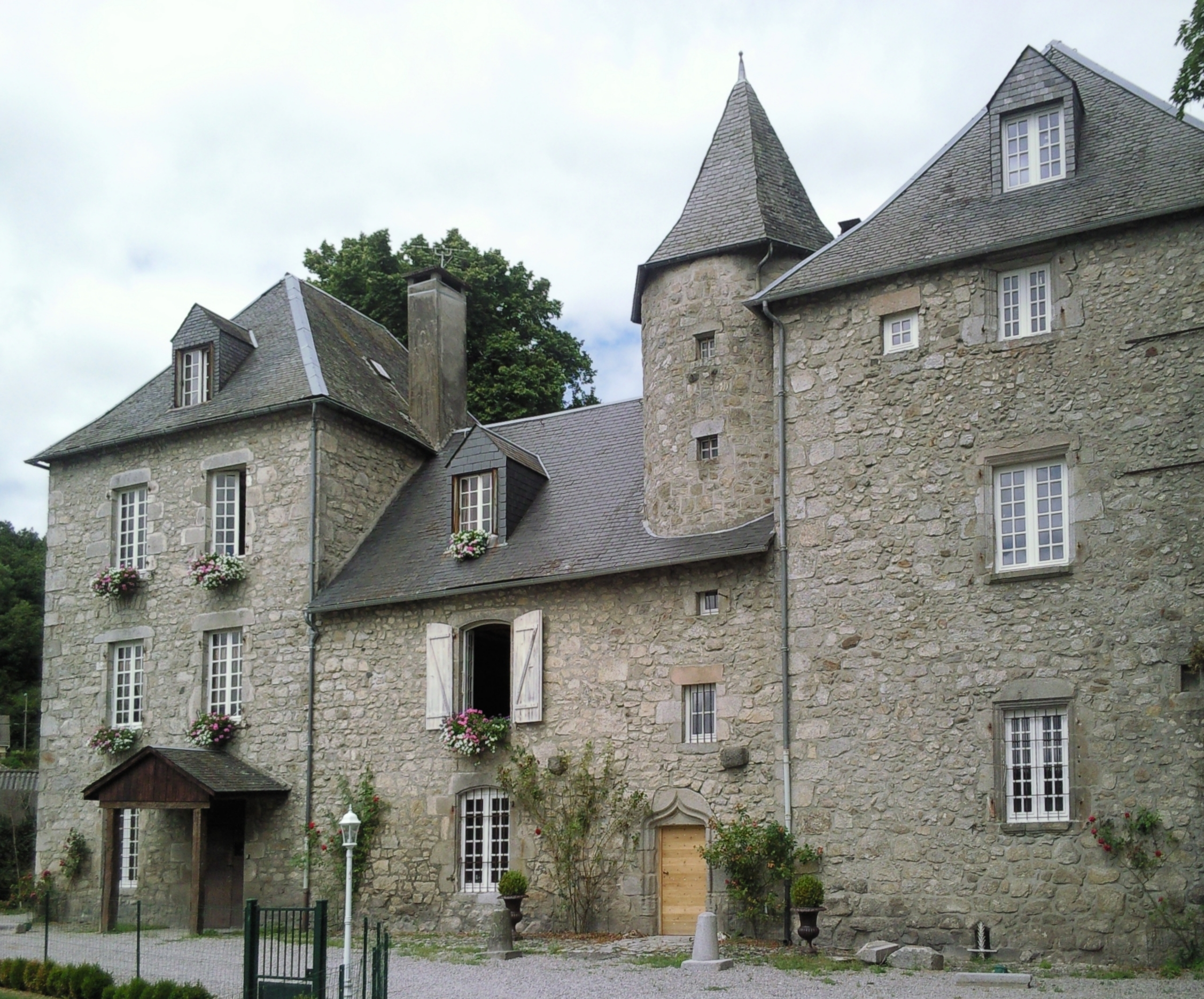
Die Burg La Borde

Ussel (okzitanisch Ussèl [yˈsel, vyˈse]) ist eine französische Stadt mit 9174 Einwohnern (Stand: 1. Januar 2022) im Département Corrèze in der Region Nouvelle-Aquitaine; sie ist Verwaltungssitz des Arrondissements Ussel.

## Geografie
Ussel liegt im Massif Central auf einem der äußersten Vorgebirge des  Plateau de Millevaches an den Flüssen Diège und Sarsonne. Die Stadt liegt an der RN 89, die Bordeaux über Clermont-Ferrand mit Lyon verbindet. Der Durchgangsverkehr wurde mit dem Bau der Autoroute A89 aus der Stadt herausgenommen.
Die Gemeinde ist assoziiert zum Regionalen Naturpark Millevaches en Limousin.

## Wappen
Beschreibung: In Blau eine rechte goldene Tür mit schwarzen Beschlägen von drei fünfstrahligen goldenen Sternen begleitet.

## Bevölkerungsentwicklung
| Jahr                       | 1962 | 1968 | 1975   | 1982   | 1990   | 1999   | 2011 | 2019 |
| Einwohner                  | 7994 | 8464 | 10.664 | 11.765 | 11.448 | 10.753 | 9948 | 9358 |
| Quellen: Cassini und INSEE |      |      |        |        |        |        |      |      |

## Sehenswürdigkeiten
- Château de Diège (Schloss)
- Maison de l’Enfant

## Persönlichkeiten

### Söhne und Töchter der Stadt
- François Chassagnite (1955–2011), Jazz-Trompeter und Sänger
- Jean-Pierre Cottanceau (* 1953), römisch-katholischer Ordensgeistlicher, Erzbischof von Papeete auf Tahiti

### Mit der Stadt verbunden
- Jacques Chirac (1932–2019) als Abgeordneter für Ussel
- François Hollande (* 1954) als Mitglied im Gemeinderat von 1983 bis 1989
- Marcel Treich-Laplène (1860–1890), Entdeckungsreisender